# Bundeskanzlerin
Als Bundeskanzlerin wird eine Regierungschefin Deutschlands oder Österreichs oder eine Leiterin der Schweizer Bundeskanzlei bezeichnet.
In der Schweiz war Annemarie Huber-Hotz (FDP) von 2000 bis 2007 die erste Bundeskanzlerin, 2008 bis 2015 bekleidete Corina Casanova (CVP) dieses Amt.
Insbesondere nach der erstmaligen Wahl Angela Merkels (CDU) zur deutschen Bundeskanzlerin 2005 gab es in Deutschland Diskussionen um die Korrektheit des Ausdrucks „Bundeskanzlerin“, der bereits 2004 in den Duden aufgenommen worden war. Die Anrede Frau Bundeskanzlerin forderte der Ratgeber für Anschriften und Adressen des Innenministeriums. 2005 wurde die Bezeichnung „Bundeskanzlerin“ in Deutschland zum Wort des Jahres gewählt; die Gesellschaft für deutsche Sprache begründete die Wahl:

„Die feminine Endung -in an Berufs- und Personenbezeichnungen ist nicht neu – dennoch wäre noch vor wenigen Jahrzehnten auch eine Frau an der Spitze der Regierung als Bundeskanzler bezeichnet worden. Spätestens seit Beginn des Wahlkampfs für die vorgezogenen Neuwahlen zum Deutschen Bundestag etablierte sich mit der Kanzlerkandidatin Angela Merkel auch die Bezeichnung Bundeskanzlerin. Sprachlich wirft der Ausdruck interessante Fragen auf, etwa die nach lexikalisierten Zusammensetzungen wie Bundeskanzleramt oder protokollarischen Gepflogenheiten der Anrede.“

Der Kommunikationswissenschaftler Lars M. Heitmüller hatte die Internetadressen bundeskanzlerin.de und bundespraesidentin.de bereits 1998 registriert (Bundeskanzleramt oder Bundespräsidialamt hatten daran kein Interesse), um diese der jeweiligen Amtsinhaberin nach der Wahl zu übergeben.
Zwölf Jahre vor der Aufnahme in den Duden hatte die Frankfurter Allgemeine Zeitung das Wort Bundeskanzlerin fast fünfhunderttausendfach verbreitet. Unter der Überschrift „Die normalste Sache der Welt“ schrieb Georg Paul Hefty am 4. April 1992: „Dennoch, wenn bisher je eine Frau eine halbwegs anerkannte Aussicht hatte, die erste Bundeskanzlerin aus der Union zu werden, dann Angela Merkel - auch weil sie jung genug ist und die Zeit hat, die Leute an sich zu gewöhnen.“
In Österreich erhielt 2019 die parteilose Brigitte Bierlein das Mandat, als erste Frau an der Spitze der Regierung die Amtsgeschäfte als Bundeskanzlerin bis zur Angelobung einer neuen Regierung nach der Nationalratswahl 2019 übergangsweise wahrzunehmen. Sie war bis zum 7. Januar 2020 im Amt und wurde währenddessen als Bundeskanzlerin bezeichnet.